# اس‌ام یوبی-۱۴۸
اس‌ام یوبی-۱۴۸ (به انگلیسی: SM UB-148) یک زیردریایی بود که طول آن ۵۵٫۸۵ متر (۱۸۳٫۲ فوت) بود. این زیردریایی در سال ۱۹۱۸ ساخته شد.